# Елчин Сангу
Елчин Сангу (тур. Elçin Sangu, 13. август 1985. године) , турска глумица и модел. Својим појављивањем на телевизијским рекламама и кампањама, постала је једна од најплаћенијих познатих личности у Турској.  
Елчин је највећи део своје популарности постигла кроз лика ”Дефне” у романтичној комедији ”Заљубљени нежења” (тур. Kiralık Aşk, 2015-2017). 
Захваљујући овој улози, више пута је била номинована за многобројне награде у Турској, укључујући и три ”Golden Butterfly Awards”. Елчин се такође појавила и у телевизијској серији ”Како време пролази'' (тур. Öyle Bir Geçer Zaman ki ), ”Који број носи љубав” (тур. Aşk Kaç Beden Giyer), ''Љубавна прича'' (тур.  Bir Aşk Hikâyesi ), ''Прогнани- Сејит и Шура” (тур. Kurt Seyit ve Şura), ”Моја љубав, Алабора” (тур. Sevdam Alabora)

## Живот и каријера
Елчин Сангу је рођена 13. августа 1985. године, као јединица у породици из Измира, града у западној Турској. Дипломирала је на ''Мерсин универзитету'' (тур.  Mersin University) и узимала часове глуме у Сахне Тозу позоришту (тур. Sahne Tozu Theatre)
У 2011. години глумила је у серији ”Како време пролази”, где је такође певала и свирала клавир. Између 2012. и 2013. године имала је улогу у серији    ”Који број носи љубав''. Од 2013. до 2014. године, глумила је Еду у серији ''Љубавна прича'', адаптацији на корејску серију ''Извини, али волим те'' (енг. I'm sorry, I love you). 2014. године, добила је улогу Гузиде (тур. Güzide) у историјској драми  ”Прогнани- Сејит и Шура”, која је снимана у Русији, Турској и Украјини. Пратећи још једну главну улогу у серији ”Моја љубав, Алабора” 2015. године, почела је да снима за серију ”Заљубљени нежења” у истој години. 2016. године, постала је лице Сансилка (енг. Sunsilk) препарата за негу, као и фирме ”Бојнер” (тур. Boyner).
Популарна романтична комедија телевизијске серије ''Заљубљени нежења'' приказивала се на турском ''Стар ТВ” (тур. Star TV) каналу све до свог финала, у јануару 2017. године. Њен наступ у серији добио је многа критичка признања. У 2017. години причало се како ће њен глумачки партнер Бариш Ардуч и она још једном наступити заједно, што су и учинили у августу исте године, у филму ”Време среће” (тур. Mutluluk Zamanı).

## Приватни живот
Елчин има дугогодишњу везу са Јунусом Оздикеном, који поседује своју фирму и ван је свих медијских скупова као и уметничких манифестација.
Изабрана је за најбољу турску глумицу у 2016. години, базирано на различитим прегледима. До 2016. представља 10. најпраћеније лице на инстаграму у Турској.

## Филмографија

### Филм
| Година | Домаћи назив | Оригинални назив  | Улога  | Режисер      |
| ------ | ------------ | ----------------- | ------ | ------------ |
| 2017   | Време среће  | Mutluluk Zamanı   | Aда    | Шенол Сонмез |
| 2020   | Вечна Лејла  | Leyla Everlasting | Нергис | Езел Акај    |

### Телевизија
| Година    | Домаћи назив                | Оригинални назив        | Улога         | Белешке                  |
| --------- | --------------------------- | ----------------------- | ------------- | ------------------------ |
| 2011      | Како време пролази          | Öyle Bir Geçer Zaman ki | Жале          |                          |
| 2012–2013 | Који број љубав носи        | Aşk Kaç Beden Giyer     | Нехир         |                          |
| 2013–2014 | Љубавна прича               | Bir Aşk Hikâyesi        | Eдa           |                          |
| 2014      | Прогнани- Сејит и Шура      | Kurt Seyit ve Şura      | Гузиде        |                          |
| 2015      | Моја љубав, Алабора         | Sevdam Alabora          | Зејнеп        | Главна улога, 4 епизоде  |
| 2015–2017 | Заљубљени нежења            | Kiralık Aşk             | Дефне Топал   | Главна улога, 69 епизода |
| 2018      | Бесмртници                  | Yaşamayanlar            | Миа           | Главна улога, 8 епизода  |
| 2018–2019 | Судар                       | Çarpışma                | Зејнеп Тунћ   | Главна улога             |
| 2020      | И у добрим и у лошим данима | İyi Günde Kötü Günde    | Лејла Ертекин | Главна улога             |

### Музички спотови
| Година | Уметник                   | Домаћи назив                          | Назив              |
| ------ | ------------------------- | ------------------------------------- | ------------------ |
| 2014   | Toygar Işıklı             | Обећај                                | "Söz Olur"         |
| 2017   | Elçin Sangu & Barış Arduç | Oва вода никада неће престати да тече | "Bu Su Hiç Durmaz" |